# Malkiya Sports and Cultural Club
Maillots
Le Malkiya Sports and Cultural Club (en arabe : نادي المالكية الثقافي والرياضي), plus couramment abrégé en Malkiya SCC, est un club bahreïni de football fondé en 1968 et basé à Malkiya.
Il dispute ses rencontres à domicile au Khalifa Sports City Stadium de Madinat 'Isa, qu'il partage avec un autre club, Al Najma Club.

## Histoire
Le club est fondé en 1968. Malkiya découvre le plus haut niveau à l'occasion de la saison 1999-2000 où il est promu de deuxième division. Il alterne entre les deux divisions nationales depuis lors, sans vraiment briller jusqu'en 2017.
En effet, le club remporte son premier titre au niveau national en 2017 en devenant champion de Bahreïn devant Riffa Club et Hidd SCC. Ce sacre permet à Malkiya de participer pour la première fois à une compétition continentale, en l’occurrence la Ligue des champions de l'AFC.
Le baptême continental a lieu face à la formation émiratie d'Al Ain Club, qui s'impose 2-0. Malikya est reversé en Coupe de l'AFC.
Parmi les joueurs majeurs ayant porté les couleurs du club, on peut citer les internationaux bahreïnis Sayed Jaffer, Sayed Mohamed Adnan, le Moldave Valeriu Andronic ou le Nigérian Gege Soriola.

## Palmarès
| Compétitions nationales                              |
| ---------------------------------------------------- |
| - Championnat de Bahreïn (1) : - Champion : 2016-17. |